# 아리 벤
아리 미카엘 벤(노르웨이어: Ari Mikael Behn, 1972년 9월 30일 ~ 2019년 12월 25일)은 노르웨이의 작가이다. 2002년 노르웨이 공주 메르타 루이세와 결혼하여 세 명의 딸을 두었으나 2017년 이혼하였다. 벤은 3권의 소설과 2개의 단편 작품을 썼다. 1999년 발표된 단편 《지옥처럼 슬픈》(Trist som faen)은 100,000부 넘게 팔렸으며 좋은 평을 받았다.